# Колесниково (Сумская область)
Колесниково (укр. Колісникове) — село,
Роменский городской совет,
Сумская область,
Украина.
Код КОАТУУ — 5910790003. Население по переписи 2001 года составляло 43 человека .

## Географическое положение
Село Колесниково находится в 3-х км от города Ромны.
Через село проходит автомобильная дорога Т-1913.

## Экономика
- Птице-товарная ферма.